# 川南地不容
川南地不容（学名：Stephania ebracteata）是防已科千金藤属的植物，是中国的特有植物。分布于中国大陆的四川等地，生长于海拔2,500米的地区，多生长于沟边，目前尚未由人工引种栽培。